# 올리버 슈토코프스키
올리버 슈토코프스키(독일어: Oliver Stokowski, 1962년 8월 8일~)는 독일의 배우이다.

## 작품 목록

### 영화
- 포레버 어 머더러 - 더 리터 케이스 (2014년)
- 책도둑 (2013년)
- 리틀 나치 (2010년)
- 침묵 (2010년) - 매티아스 그리머
- 평온한 시절 (2008년)
- 막스 마누스 (2008년)
- 사랑에 빠진 야생닭 클럽: 15세 이야기 (2007년)
- 스노우랜드 (2005년)
- 못말리는 가족 (2002년)
- 엑스페리먼트 (2001년) - 슈테
- U-571 (2000년)